# Ghouls 'n Ghosts
Ghouls 'n Ghosts (大魔界村?, Daimakaimura, "Il villaggio del grande mondo dei demoni"), anche scritto Ghouls 'n' Ghosts, è un videogioco arcade a piattaforme pubblicato dalla Capcom a fine 1988, primo seguito di Ghosts 'n Goblins. Venne convertito per le console SuperGrafx, Sega Mega Drive e Sega Master System e per gli home computer Amiga, Amstrad CPC, Atari ST, Commodore 64, Sharp X68000 e ZX Spectrum. Le edizioni europee per computer sono della U.S. Gold. Fu molto apprezzato dalla critica, specialmente in versione Mega Drive.
Molti anni dopo la Capcom ha pubblicato versioni ufficiali per cellulari J2ME, Android e iOS. Ghouls 'n Ghosts è inoltre apparso emulato in diverse raccolte di classici come Capcom Classics Collection e su Virtual Console.
Il successivo titolo della serie di Ghosts 'n Goblins fu Super Ghouls 'n Ghosts (1991), uscito solo per console; Ghouls 'n Ghosts fu l'ultimo della serie prodotto come arcade.

## Trama
Si controlla il protagonista della saga, il cavaliere Arthur, che deve sconfiggere le forze del male, capeggiate da un enorme diavolo (chiamato Lucifero o, in alcune versioni per console, Loki), per salvare la popolazione e la sua amata principessa Hus. Si attraversano luoghi macabri e in rovina, a cominciare da un cimitero come nel primo episodio, fino a scendere nella fortezza sotterranea del nemico, sempre affrontando creature mostruose di vario genere.

## Modalità di gioco
Ghouls 'n Ghosts è un platform e sparatutto bidimensionale a scorrimento multidirezionale. La modalità di gioco è molto simile a quella di Ghosts 'n Goblins. Il protagonista è un cavaliere appiedato, vestito con un'armatura a piastre, ed è in grado di correre, saltare, inginocchiarsi, salire scale e usare vari tipi di armi. Normalmente si spara in orizzontale, ma rispetto al titolo precedente è introdotta la possibilità di sparare anche verso l'alto o verso il basso (nelle conversioni basate su un solo pulsante può essere inevitabile anche saltare per poter sparare in alto).
La prima volta che il cavaliere viene colpito resta in mutande, la seconda volta perde una vita trasformandosi all'istante in un mucchietto di ossa.
In determinati punti dello scenario emergono dal terreno dei forzieri, che una volta distrutti possono rilasciare un'armatura, un'arma, o uno stregone che cerca di attaccare Arthur lanciandogli un incantesimo, trasformandolo per qualche istante in un papero (inerme) o in un vecchietto (molto indebolito). I power-up si trovano anche dentro giare trasportate occasionalmente dai nemici.
Le armi a disposizione del giocatore, solo una alla volta, sono in buona parte le stesse del capitolo precedente della saga. Inizialmente si possiede anche qui il giavellotto, sparato con traiettoria rettilinea, che poi si può sostituire con veloci pugnali, ampolle che creano fiammate, o ascia che oltrepassa i nemici. Tra le novità ci sono dischi rotanti che seguono il profilo del suolo e la spada (non presente in tutte le conversioni), unica arma che non viene lanciata, ma attacca in corpo a corpo.
Un'altra novità è costituita dall'armatura magica dorata che si può raccogliere come power-up. Essa consente, tenendo premuto il pulsante di fuoco per qualche istante nello stile di R-Type, di sprigionare una magia che dipende dall'arma attualmente posseduta; ci sono diverse magie offensive o difensive, ad esempio con l'arma iniziale si sprigionano fulmini in tre direzioni.
Il gioco è suddiviso in sei livelli. L'obiettivo è attraversarli fino a giungere agli scontri con i boss. Il sesto livello è costituito dal solo boss finale, Lucifero.
Come da tradizione della saga, il gioco arcade deve essere completato due volte per vincere. Il sesto livello è raggiungibile solo la seconda volta, quando si ottiene anche lo Psycho Cannon, una nuova arma a globi di energia. Nelle conversioni Amiga e ST c'è un solo ciclo e l'arma speciale si ottiene automaticamente all'ultimo livello, mentre sui sistemi a 8 bit Lucifero manca del tutto.

### Versione per Sega Master System
La versione per Sega Master System differisce particolarmente da tutte le altre. Le principali differenze consistono nella mancanza del limite di tempo, nella presenza delle barre di vita e di magia, e nella complessità delle armature. Mentre le armi sono quasi le stesse, le armature sono molto più variegate delle altre versioni, e sono di quattro livelli: argento (di default), rossa, verde e oro, e suddivise in elmo, corazza e scarpe. Quando si entra in determinate porte segrete, il giocatore può scegliere quale delle tre componenti potenziare:
- Dall'elmo dipendono le magie a disposizione; ogni volta che si trova un nuovo elmo vengono aggiunte nuove magie. Il numero di magie utilizzabili dipende dalla barra di magia posta a destra dello schermo, perché ciascuna ha un diverso consumo.
- Dalla corazza dipende le barra della vita, cioè quante volte si può essere colpiti prima di perdere l'armatura.
- Le scarpe influenzano la velocità di corsa del cavaliere e la lunghezza dei suoi salti.

## Accoglienza
Il gioco arcade fu il secondo prodotto basato sull'hardware CPS1 della Capcom, che permetteva grossi miglioramenti sul piano visivo 2D. In sala giochi infatti Ghouls 'n' Ghosts colpiva per le sue prodezze grafiche. Erano notevoli, ad esempio, le enormi dimensioni dei boss. La qualità era elevata, tuttavia il successo della versione arcade non fu grandissimo. Il gioco si faceva spesso notare per la sua difficoltà, talvolta anche nelle versioni domestiche.
Le conversioni furono generalmente un successo di critica, in tutte le piattaforme storiche.
In particolare la versione per Mega Drive è molto fedele all'originale e fu molto apprezzata, fino a diventare un simbolo della console e uno dei suoi primi cavalli di battaglia. Infatti pare che la conversione, programmata da Yūji Naka, fosse almeno in parte un porting (Mega Drive e CPS1 sono basati sullo stesso processore 68000). Electronic Gaming Monthly nominò la versione Mega Drive miglior gioco in assoluto, gioco con miglior grafica, e miglior seguito (questo a pari merito con Mega Man II) dell'anno 1989.
La conversione per il computer giapponese Sharp X68000, giunta sei anni dopo l'originale, è una riproduzione perfetta dell'arcade anche più di quella per Mega Drive.
Le conversioni per i computer occidentali furono tutte ben riuscite, con poche omissioni e con notevole audio originale di Tim Follin, in particolare quella per Commodore 64, che fu tra l'altro "medaglia d'oro" di gioco del mese di Zzap!.